# Max Ettlinger
Max Emil Ettlinger (* 31. Januar 1877 in Frankfurt am Main; † 12. Oktober 1929 in Ebenhausen bei München) war ein deutscher Philosoph, Psychologe und Pädagoge an der Universität Münster. Er war der älteste Sohn des jüdischen Frankfurter Kaufmanns Emil Ettlinger und seiner Frau Mathilde geb. Oppenheim. Seine Brüder waren der Schriftsteller Karl Ettlinger und der Jurist Shlomo Ettlinger. Max Ettlinger trat später vom jüdischen zum katholischen Glauben über.
Nach dem Abitur 1895 am Städtischen Gymnasium (heute Lessing-Gymnasium) in Frankfurt studierte Ettlinger Philosophie in Heidelberg bei Kuno Fischer, dann in München bei Theodor Lipps sowie Georg von Hertling. Er wurde 1899 mit einem Thema zur Ästhetik promoviert. 1903 bis 1907 war er wissenschaftlicher Redakteur der katholischen Zeitschrift Hochland. 1914 habilitierte er sich für Philosophie in München über Martin Deutinger und wurde 1917 als ordentlicher Professor für Philosophie an die Universität Münster berufen, Dort begründete und leitete er das Deutsche Institut für wissenschaftliche Pädagogik. Er betreute den pädagogischen Nachwuchs, die Lehrerausbildung und Lehrerfortbildung. Dabei behandelte er Ästhetik, Psychologie, darunter die Tierpsychologie, Erziehungswissenschaft und Philosophiegeschichte. Ettlinger war ein Neuscholastiker, der das platonisch-aristotelische Erbe in der thomistischen Tradition mit der Moderne zu verbinden suchte.

## Schriften
- Die Ästhetik Martin Deutingers in ihrem Werden, Wesen und Wirken, Kempten und München 1914 (Habilitation)
- Beiträge zur Lehre von der Tierseele und ihrer Entwicklung, Münster 1925